# James Whitbread Lee Glaisher
James Whitbread Lee Glaisher (1848-1928) va ser un matemàtic anglès professor de la universitat de Cambridge.

## Vida i Obra
Fill de l'astrònom, matemàtic i meteoròleg James Glaisher, va fer els estudis secundaris al Saint Paul's School de Londres. El 1867 va ingressar al Trinity College de la universitat de Cambridge on es va graduar el 1871 com segon wrangler. El mateix any de la seva graduació, va ser escollit fellow del Trinity College, càrrec que va mantenir fins al 1901.
Va ser membre de la Royal Astronomical Society des de 1881 (de la qual en va ser president en diferents ocasions), de la London Mathematical Society (que també va presidir en diferents moments). de la British Association for the Advancement of Science (en la que va formar part del comitè de taules matemàtiques des del 1872) i de la Royal Society des del 1875.
Durant més de quaranta anys va ser el editor de les revistes Messenger of Mathematics i The Quarterly Journal of Pure and Applied Mathematics.
Malgrat que va publicar més de quatre-cents articles científics, no va publicar mai cap llibre. En els anys 1880's tenia dos llibres pràcticament acabats (sobre funcions el·líptiques i sobre la funció zeta), però no els va arribar a publicar en espera de millorar-los.
A part de la seva activitat acadèmica en el món de les matemàtiques, Glaisher va ser un col·leccionista compulsiu de ceràmica. En morir, el catàleg de la seva col·lecció, tot i que incomplet, ocupava quaranta volums manuscrits. La col·lecció es troba avui en dia al Fitzwilliam Museum de Cambridge. La seva gran col·lecció de llibres es troba a la biblioteca universitària.